# Российско-тайваньские отношения
Российско-тайваньские отношения — неофициальные отношения между Российской Федерацией и Китайской Республикой.

## История
История отношений делится на два периода, то есть на отношения между СССР и Китайской Республикой и на отношения между РФ и Китайской Республикой.

### Советско-тайваньские отношения
После окончания Китайской гражданской войны в 1949 году, в которой победу одержала НОАК во главе с Мао Цзэдуном, в июне того же года гоминьдановское правительство обосновалась на острове Тайвань. В 1949 году после съезда победившей коммунистической партии столица Китая вновь была перенесена в Пекин, где 1 октября Мао Цзэдун на площади Тяньаньмэнь провозгласил о создании Китайской Народной Республики. 3 октября СССР разорвал отношения с Китайской Республикой, за 2 дня до этого СССР признал новообразованную Китайскую народную республику.
В сентябре 1950 года представитель СССР при ООН Яков Малик потребовал рассмотреть тайваньский вопрос в Совбезе ООН.
После окончания Корейской войны в 1954 году, США подписали договор о безопасности с правительством Китайской Республики, который включал пункт, предусматривающий участие США в военных действиях в случае конфронтации с КНР. Министр иностранных дел СССР, Вячеслав Молотов, в своем заявлении назвал этот договор «грубым нарушением международных соглашений, суверенитета и территориальной целостности КНР».
После первого и второго кризисов в Тайваньском проливе и захвата танкера «Туапсе» в 1954—1960-х гг. отношения между двумя странами заметно ухудшились. В 60-х годах отношения стали стабилизироваться, связано это с тем что США значительно сократили финансовую и военную поддержку Тайваня, также США начали перетягивать на свою сторону КНР, недавнего союзника Советского Союза, что усилило отношения между Тайванем и СССР.
В 80-х в СССР началась перестройка, что положительно сказалось на отношениях между странами, в 1990 году Тайвань снял все ограничения на торговлю и инвестиции в СССР.

### Отношения между современной Россией и Китайской Республикой
После распада СССР, в 1992 году, президент РФ, Борис Ельцин подписал указ «об отношениях между Российской Федерацией и Тайванем», который в настоящее время является основой для отношений между двумя государствами.
В 1993—1996 гг., в Москве и Тайбэе были открыты координационные комиссии по экономическому и культурному сотрудничеству, также с 1991 года в Москве действует Центр международной торговли Тайбэя.
После принятия Китайской Народной Республикой в марте 2005 года закона «О противодействии расколу страны», президент РФ Владимир Владимирович Путин заявил о своей поддержке этого закона. При этом акцент делается на необходимость использования политических средств для обеспечения территориального единства Китая.
5 марта 2022 года правительство РФ включило Китайскую Республику в перечень недружественных государств и территорий, поскольку согласно позиции российского правительства Тайвань совершает враждебные действия в связи с российским вторжением на Украину хотя Россия признаёт Тайвань только как часть КНР.

## Проблема в отношениях
Из-за непризнания Россией Китайской республики, отношение государств колеблются от нейтральных до негативных. Неофициальные связи между Россией и Китайской республикой осуществляются отдельными гражданами и неправительственными организациями, при этом в российско-тайваньских контактах не могут использоваться государственная символика России и символика и название Китайской Республики. На Тайване действует представительство неправительственной Московско-Тайбэйской координационной комиссии по экономическому и культурному сотрудничеству, отстаивающей российские интересы, а в Москве — аналогичное представительство Тайбэйско-Московской координационной комиссии по экономическому и культурному сотрудничеству, защищающей тайваньские.

### Вопрос признания Тайваня
Россия поддерживает принцип территориальной целостности КНР.
МИД РФ высказал «понимание мотивов» принятия закона «О противодействии расколу страны». По словам официального представителя МИДа РФ Александра Яковенко, "мы считаем, что в мире существует только один Китай, неотъемлемой частью которого является Тайвань. Исходя из этого, выступаем против независимости Тайваня в какой бы то ни было форме, не приемлема концепция «двух Китаев», (подробнее см. КНР и Тайвань).

## Торговля
Проблема отрицательного торгового баланса для Китайской Республики (1,68 миллиарда долларов в 2005 году) серьезно рассматривается в правительстве республики. Для улучшения ситуации рекомендуется увеличить экспорт тайваньской продукции в Россию. Относительно низкий уровень тайваньского экспорта в Россию можно объяснить несколькими факторами. Во-первых, цена тайваньской продукции все еще довольно высока для большинства российских потребителей, остальные предпочитают высококачественные европейские, американские или японские товары. Во-вторых, существуют трудности и сложности, связанные с банковскими переводами, которые в основном осуществляются через третьи страны. В-третьих, у правительства недостаточно гарантий для иностранных инвесторов. В результате иностранный бизнес, в том числе тайваньский, предпочитает инвестировать в более стабильные и предсказуемые регионы. Также стоит отметить, что Россия импортирует много товаров из КНР, некоторые из которых фактически производятся на тайваньских предприятиях.
Перспективы двустороннего сотрудничества России и Тайваня также связаны с совместным участием в высокотехнологических производствах, с использованием тайваньского опыта в организации и эксплуатации научно-индустриальных парков, с привлечением тайваньских инвестиций в Россию. Однако, остаются не урегулированными ключевые проблемы правового обеспечения экономических взаимоотношений. Объём торговли между сторонами составлял в 1992 году 345 миллионов долларов, а в 2014 году — 5 миллиардов долларов. К этой сумме стоит добавлять то, что проходит, прежде всего, через тайваньские фирмы в материковом Китае, а также другие страны.

## Обмен студентами
За последние годы Россия приняла более 300 тайваньских студентов для учёбы в стране, в то время как Китайская Республика разрешила 200 российским студентам учиться на Тайване.

## Туризм
Также говорится, что около 1000 тайваньцев ежегодно посещают Россию в целях туризма, учёбы и сотрудничества с предпринимателями РФ.

## Примечание
1. 1 2  Указ Президента Российской Федерации от 15.09.1992 г. № 1072. Президент России. Дата обращения: 25 июня 2022. Архивировано 6 августа 2019 года.
2. ↑  де-факто посольство Китайской Республики на территории России
3. ↑  Эриашвили Н.д, Гасанова К.к. Правовые основы межгосударственных отношений Российской Федерации и китайской НароднойРеспублики // Вестник Московского университета МВД России. — 2012. — Вып. 4. — С. 142–148. — ISSN 2073-0454. Архивировано 29 июня 2022 года.
4. 1 2  Андрей Кортунов. Почему Россия поддержала Китай в тайваньском вопросе. russiancouncil.ru. Дата обращения: 15 марта 2022. Архивировано 19 апреля 2022 года.
5. 1 2  Правительство утвердило перечень недружественных России стран и территорий. government.ru. Дата обращения: 25 июня 2022. Архивировано 22 июня 2022 года.
6. ↑  Р. И. А. Новости. Правительство утвердило перечень недружественных России стран. РИА Новости (7 марта 2022). Дата обращения: 25 июня 2022. Архивировано 12 апреля 2022 года.
7. ↑  ОБ ОТНОШЕНИЯХ МЕЖДУ РОССИЙСКОЙ ФЕДЕРАЦИЕЙ И ТАЙВАНЕМ. Указ. Президент РФ. 15.09.92 1072. www.businesspravo.ru. Дата обращения: 4 февраля 2022. Архивировано 20 декабря 2014 года.
8. ↑  Р. И. А. Новости. РФ с пониманием восприняла политику Китая по отношению к Тайваню. РИА Новости (14 марта 2005). Дата обращения: 29 июня 2022. Архивировано 29 июня 2022 года.
9. ↑  Россия выступила против независимости Тайваня от Китая. www.kommersant.ru (4 февраля 2022). Дата обращения: 4 февраля 2022. Архивировано 4 февраля 2022 года.
10. ↑  Торгово-экономические отношения между Россией и Тайванем. Департамент стран Азии и Африки Минэкономразвития РФ (март 2010). Архивировано 24 июля 2021 года.
11. ↑  Российско-тайваньские отношения: история и перспективы. cyberleninka.ru. Дата обращения: 25 июня 2022. Архивировано 25 июня 2022 года.
12. ↑  Amanda Pullum. Social Movement Theory and the “Modern Day Tea Party” // Sociology Compass. — 2014-12. — Т. 8, вып. 12. — С. 1377–1387. — ISSN 1751-9020. — doi:10.1111/soc4.12231.